# José Miguel Pérez Ruiz
José Miguel Pérez Ruiz, més conegut com a Josemi, és un futbolista mallorquí. Va nàixer a Palma el 28 de gener de 1976, i ocupa la posició de davanter.

## Trajectòria
La temporada 94/95 debuta a Segona Divisió a les files del RCD Mallorca, en la qual marca un gol. Durant els següents anys alterna les seues aparicions entre el primer equip i el Mallorca B. L'estiu de 1998 fitxa per la UE Lleida, on es converteix en la referència atacant dels catalans durant dues temporades: entre 1998 i 2000 marca 27 gols.
Inicia la temporada 00/01 amb el Lleida, però a mitja la temporada hi retorna al RCD Mallorca, amb qui fa la seua aparició a la màxima categoria. No té massa oportunitats i només hi disputa quatre partits. A l'any següent retorna a la Segona Divisió al fitxar pel Llevant UE, on recupera la titularitat.
A partir del 2002, la seua carrera prossegueix per equips situats a divisions més modestes, com ara l'Hèrcules CF (01/02) CD Badajoz (03/05), el Real Jaén (05/06), Granada CF (06/07) o el Soledad.